# ناتالیا مارچنکووا
ناتالیا مارچنکووا (انگلیسی: Natalya Marchenkova؛ زادهٔ ۱ ژوئن ۱۹۴۸) پویانما، و کارگردان فیلم است. وی بین سال‌های ۱۹۶۷ تا ۲۰۱۲ میلادی فعالیت می‌کرد.